# لومانیا
لومانیا (به ایتالیایی: Lomagna) یک کومونه در ایتالیا است که در استان لکو واقع شده‌است.

## خصوصیات
لومانیا ۳٫۹ کیلومترمربع مساحت و ۴٬۱۵۷ نفر جمعیت دارد.